# Stanley Greene

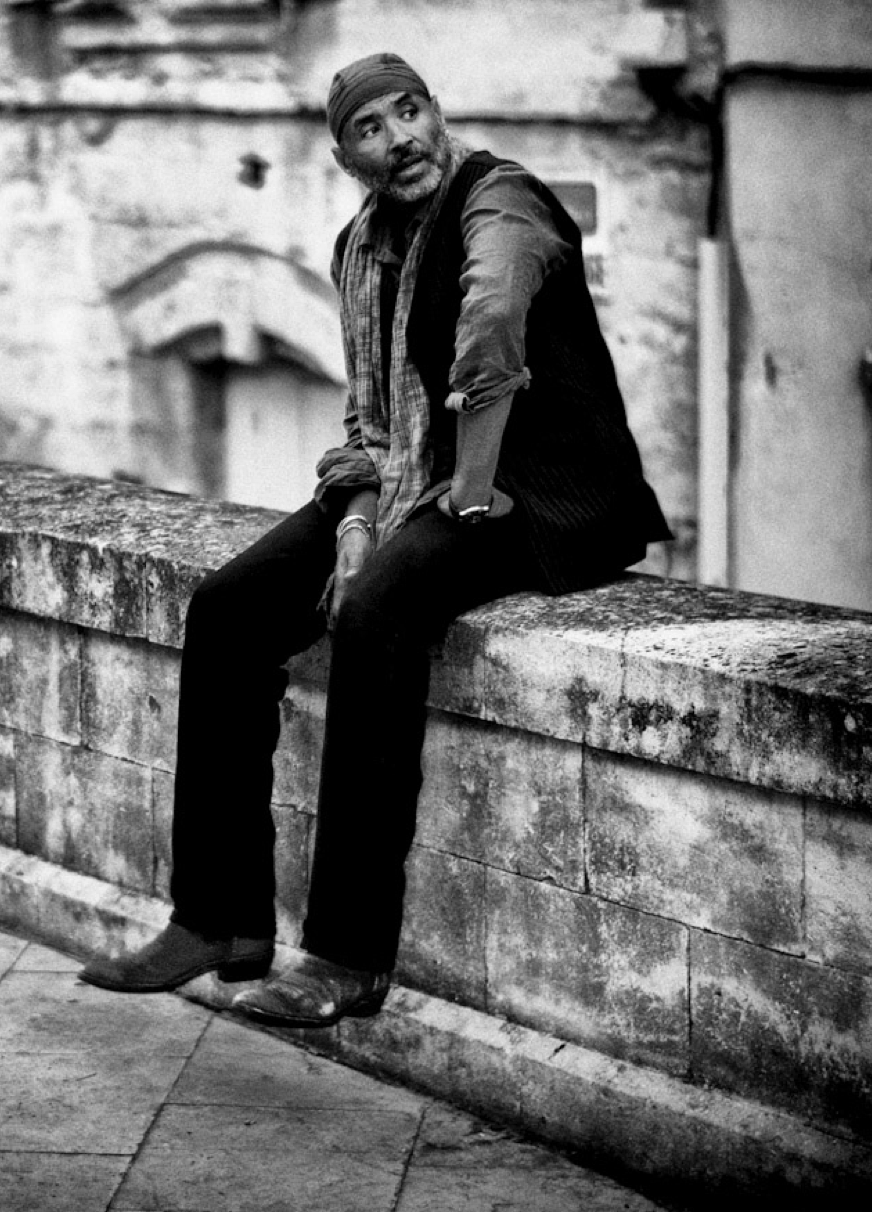
Stanley Greene (2008)

Stanley Greene (Brooklyn, 14 febbraio 1949 – Parigi, 19 maggio 2017) è stato un fotoreporter statunitense, interessato all'ambito sociale e alla difesa dei diritti umani, vincitore di numerosi premi e conosciuto anche con l’appellativo di “pantera nera del fotogiornalismo”.

## Biografia

### I primi anni
Stanley Greene nasce a Brooklyn da madre, attrice e cantante, e padre, attore afroamericano della scena newyorkese degli anni Cinquanta, entrato a far parte della lista nera di Hollywood perché accusato di essere comunista.
Già da piccolo, quindi, viene affascinato dal mondo dell’arte e dello spettacolo, così come dalle lotte pacifiste e rivolte per i diritti civili. Infatti, coinvolto nell’impegno politico dei suoi genitori contro il razzismo, sente l’esigenza di seguirne l’esempio, entrando così a far parte del gruppo delle Pantere nere come attivista contro la guerra del Vietnam.
A undici anni, i genitori gli regalano la sua prima macchina fotografica, regalo che lo impressiona tanto da iniziare ad esercitarsi per diletto, venendo notato, undici anni dopo, dal fotografo William Eugene Smith, che gli offre il ruolo di assistente nel suo studio.
Nel 1971, nonostante avesse già iniziato la propria carriera da pittore, su incoraggiamento di Smith, Greene decide di seguire i corsi della School of Visual Art a New York e del San Francisco Art Institute, con l’obiettivo di diventare fotografo.

### Fotoreporter
La prima esperienza da fotoreporter di Greene è un lavoro di reportage nella zona Punk di San Francisco, nel 1975. Raccoglie nel lavoro The Western Front gli scatti punk degli anni settanta e ottanta, fotografando a distanza ravvicinata locali notturni, coppie in intimità, sigarette, vomito e droghe.
Negli anni ottanta decide di realizzare il suo sogno di un viaggio in Europa, entrando in contatto con il mondo delle sfilate di moda parigine per inseguire (come lui stesso afferma) una modella californiana di nome Meredith, dedicandosi alla fotografia delle sfilate di moda e vivendo da bohèmien.
Dopo un po’ di gavetta e indecisione professionale, nel 1989, a quarant’anni, la morte di una sua amica per AIDS lo spinge a proseguire la sua carriera di fotoreporter in maniera più decisa, portandolo in quell’anno a Berlino, per documentare la caduta del muro. 
Riesce, infatti, a catturare l’attenzione dei media, grazie ad una sua fotografia, intitolata Kisses to all, Berlin Wall, che rappresenta una ragazza con il tutù sul muro con una bottiglia di champagne, mentre festeggia l’evento.

### Zone di guerra
Da quel momento in poi la carriera da fotoreporter di Stanley Greene si afferma nelle zone di guerra e nell’inseguimento dei conflitti. Collabora con l’agenzia fotografica VU, cacciandosi spesso in situazioni pericolose.  Nel 1993, infatti, si ritrova da solo intrappolato nella Casa Bianca di Mosca, a seguito del fallimento del colpo di Stato, nella Russia del dopo Gorbaciov. Nonostante le violenze, riesce comunque a salvare se stesso e le pellicole così da poter documentare la vicenda.
Negli anni novanta fotografa in Sudan la guerra e la carestia; spostatosi poi in India, documenta le conseguenze del disastro di Bhopal, avvenuto anni prima.

#### Cecenia e non solo
Per quasi dieci anni, fino al 2001, Greene lavora in Cecenia, dove il suo contributo è molto importante nella documentazione del conflitto tra separatisti e forze armate russe. È un lavoro che lo segna molto e lo spinge a realizzare l'opera Open Wound, con gli scatti più significativi della guerra che lui stesso aveva vissuto in prima persona. Al termine del conflitto, Greene dichiara: 
"Sono stato accusato di aver perso la mia obiettività, ma quando sei lì seduto a guardare il genocidio, senza poter fare nulla, tu sei colpevole come quelli che lo stanno commettendo".
Nel 1994 segue l’iniziativa di Medici senza frontiere, fotografando in Ruanda e Zaire (oggi Repubblica democratica del Congo) i soccorsi durante l’epidemia di colera.
Segue, poi, i conflitti in Bosnia, il genocidio in Ruanda nel 1994, la guerra cruenta in Iraq, Darfur, Afghanistan, Kashmir e Libano. Sono tutte esperienze che lo colpiscono nel profondo, aumentando la sensibilità sua e dei media.
Nel 2005 fa ritorno in America, durante le devastazione dell’uragano Katrina, riscoprendo, con amarezza, come, in sua assenza, le difficoltà e il razzismo con cui lui stesso, ma soprattutto i suoi genitori avevano cercato di combattere, in realtà non erano cambiate. 
Nel 2007, dopo aver contratto l’epatite in Ciad, si ferma per un breve periodo, prima di continuare il viaggio. Nel 2013, infatti, parte per la Siria, con la volontà di documentare non soltanto le azioni di guerra, ma per indagare e scoprire cosa c’è dietro la guerra. Definisce se stesso come un "turista dei disastri", per sottolineare la sua continua ossessione nel voler essere presente durante le situazioni più difficili, così da poter fotografare "le ingiustizie del mondo".
Greene considera il suo lavoro quasi come una missione, un modo per poter mostrare la vera realtà. Durante un'intervista con il New York Times, afferma:
"La fotografia è il mio linguaggio, che mi dà il potere di dire ciò che altrimenti non sarebbe detto. Eugene Smith mi ha detto che il vedere è un regalo, che bisogna restituire. Non è il "bang-bang" che mi colpisce. Non lo è mai stato. Alla fine della giornata, non è per la morte; è per la vita.
Lo scopo è cercare di capire perché gli esseri umani si comportano in questa maniera. Come può accadere?".
Nel 2013, insieme a Teun Var Der Heijen, curatore del premio World Press Photo, con cui collabora per la creazione del libro Black Passport, tiene una conferenza e un workshop negli spazi di Linkie, condividendo con gli studenti la sua esperienza. Scrive per i più importanti giornali internazionali: in Italia, ad esempio, per il "Fatto Quotidiano", ma anche per "Liberation", "Paris Match", "Time", "The New York Times Magazine", "Newsweek", and "Le Nouvel Observateur".

### La morte
Muore il 19 maggio 2017, all’età di 68 anni, a causa dell’epatite contratta dieci anni prima durante i suoi numerosi viaggi. Trascorre le sue ultime ore a Parigi, ascoltando le canzoni di Miles Davis.

## Noor
Nel 2007 Greene fonda l’agenzia Noor, con lo scopo di documentare lotte civili e politiche, disastri ambientali, violenze e ingiustizie, combattere per i diritti umani e la giustizia sociale.
Il termine, dall'arabo "luce", vuole sottolineare come lo scopo dei fotoreporter debba essere quello di "portare alla luce" le ingiustizie e le crudeltà, per renderle visibili a tutti. L'agenzia ha sede ad Amsterdam ed è formata da tredici fotografi, provenienti da tutto il mondo.

## World Press Photo
Greene è vincitore di quattro premi del World Press Photo, un'associazione che promuove il lavoro dei fotogiornalisti, istituendo un premio annuale. Organizza, inoltre, una mostra itinerante delle foto vincitrici a cui partecipano circa quattro milioni di persone da tutto il mondo, ogni anno. 
- Nel 1994, vince il secondo premio nella categoria "People in the News". L'immagine, scattata nel 1993, ritrae due uomini, vestiti da combattimento: il primo è il vicepresidente russo Alexandr Rutskoi, seduto sul pavimento della Casa Bianca di Mosca insieme alla sua guardia del corpo. Siamo negli anni in cui Rutskoi cerca di prendere il potere con un colpo di Stato, sedato subito dall'arrivo dei carri armati da parte di Yeltsin.

- Nel 2001 vince il terzo premio nella categoria "Portraits". Una delle foto premiate, scattata nel 2000, rappresenta un uomo che cerca di rifugiarsi durante il conflitto in Cecenia. Greene, infatti, racconta di come avesse seguito i bombardamenti russi e le moltissime persone che cercavano asilo politico. Soltanto alcune riuscirono a salvarsi, mentre altre furono riportate in Cecenia o in Russia.

- Nel 2004 vince il primo premio nella categoria "Daily Life". Una delle foto premiate, scattata nel 1995, racconta di una donna, il cui corpo giace nella neve nella piazza Minutka a Grozny, in Russia. Il contesto è quello della guerra in Cecenia, tra i bombardamenti e la ricerca dell'indipendenza cecena, la povertà delle persone, senza risorse per sopravvivere.

- Nel 2008 vince il secondo premio nella categoria "General News". L'immagine, risalente all'anno precedente, rappresenta uno schizzo sulla sabbia ripreso durante l'assalto al villaggio di Furawija in Darfur, in Sudan. Sono rappresentati alcuni schemi, realizzati in un campo di rifugiati da Asdallah Asdel Khaled, un sopravvissuto all'attacco.

## Sem Presser lecture
Il 21 aprile 2017 avviene l'ultima apparizione pubblica di Greene, invitato per presentare l'evento del Sem Presser lecture. Si tratta di una convegno annuale, in occasione del festival del World Press Photo ad Amsterdam.
Greene affronta una conferenza di 90 minuti circa l'esigenza di umanità nei tempi moderni, viene presentata la sua lunga carriera e mostrati alcuni dei suoi più importanti lavori.

## Le mostre
Greene ha organizzato, negli anni, numerose mostre, attraverso il mondo, presentando i suoi scatti con lo scopo di denunciare ingiustizie e violenze. Tra le tante, in Italia:
- Dal 12 maggio al 28 giugno 2015, si è svolta a Milano, presso la galleria Leica, la mostra The Western Front, in collaborazione con l'agenzia milanese aBcM. L'esposizione, tratta dal primo lavoro di Greene, era composta da ventisette scatti, ritraenti la scena Punk musicale di San Francisco negli anni settanta e ottanta.[12]

- Dal 21 novembre al 13 dicembre 2015, si è svolta a Lucca, in occasione della biennale di fotografia Photolux Festival, la mostra intitolata Haiti. Il festival, che aveva come tema "Sacro e Profano", ha accolto le opere di Greene, in merito al suo reportage circa i riti voodoo ad Haiti. La mostra è stata allestita a Palazzo Guinigi, grazie alla collaborazione della Polka Galerie di Parigi e della Noor Agency di Greene.[13] L'intento del fotografo era quello di descrivere, con scatti di forte impatto, come gli abitanti dell'isola vivano quotidianamente la loro religione e le loro pratiche spirituali.

## Il fotogiornalismo
Greene riteneva che la missione dei fotogiornalisti fosse quella di dare una chiara visione del mondo, utilizzando il denaro soltanto come mezzo per rendere visibili situazioni difficili, che altrimenti rimarrebbero nell'ombra. Essere fotoreporter, secondo Greene, è una missione: è necessario mettere in gioco sé stessi, viaggiare, spostarsi anche dove ci sono pericoli per un servizio che bisogna rendere al mondo.
Greene, come rivela durante un'intervista a Vogue, attribuisce grande importanza alla musica, che fin da giovane l'ha sempre accompagnato. Egli cercava di riprodurre tramite la fotografia la musica, come se stesse "suonando" la macchina fotografica.

## Pellicole e Digitale
Greene si è sempre mostrato contrario alla conversione delle proprie pellicole al digitale o al ritocco postproduzione. Riteneva infatti che fosse un modo per nascondere e modificare la vera realtà, i veri sentimenti che si nascondono in ogni foto.
"Ci stiamo concentrando così tanto sulla tecnologia da dimenticarci ciò che rende umana la fotografia, il suo fine profondo, trasmettere emozioni La mia educazione artistica è analogica. Credo che tuttora sia uno strumento d’indagine superiore al digitale, ma non accettare il nuovo è sbagliato: si tratta del presente e del futuro. Il bianco e nero per me rimane il migliore strumento di narrazione per immagini."

## Premi
- World Press Photo Award, 1994
- World Press Photo Award, 2001
- World Press Photo Award, 2004
- World Press Photo Award, 2008
- W.Eugene Smith award, 2004
- Alicia Patterson Award
- Pipak 2011 (International Prize Albert Kahn Planet)[7][9]

## Opere
- Somnambule: realizzato con la collaborazione dell'autore svizzero Delacorta, 1993. ISBN 978-2862340586;

- Katrina: un disastro innaturale, Ram Distribution: realizzato con l'aiuto di Thomas Dworzak, Kadir van Lohuizen, and Paolo Pellegrin nel 2006, con l'obiettivo di descrivere le conseguenze del disastro dell'uragano. ISBN 978-9053305058.

- Chalk Lines: The Caucasus, Editions Intervalles: realizzato nel 2007. ISBN 978-2916355108.

- Open Wound, Trolley: pubblicato nel 2003, si tratta di 81 immagini di distruzione, documentazione della Guerra in Cecenia, tra il 1994 e il 2001, con la collaborazione di Andre Glucksmann and Christian Caujolle. ISBN 978-1904563013.

- Black Passport, Amsterdam, Schilt Publishing: è l’ultimo progetto di Greene, pubblicato nel 2010, con la collaborazione del graphic designer Teun Van Der Heijden. Si tratta di una raccolta di immagini molto diverse fra loro, realizzate sotto forma di diario personale, ponendosi domande su quale fosse il vero ruolo sociale del fotogiornalista. ISBN 978-1597111416.